# Джоне
34°35′15″ пн. ш. 103°30′20″ сх. д. / 34.58757° пн. ш. 103.50562° сх. д.
Джоне (кит. 卓尼县, пін. Zhuóní Xiàn, трансліт. Jonê) — один із повітів КНР у складі Ганьнань-Тибетської автономної префектури, провінція Ганьсу. Адміністративний центр — містечко Люлінь.

## Географія
Джоне у середньому лежить на висоті близько 2540 метрів над рівнем моря (перепад висот у діапазоні від 2000 до 4920 метрів над рівнем моря) у середній течії річки Таохе (басейн Хуанхе) на схід від хребта Сіціншань.

### Клімат
Повіт лежить у зоні, котра характеризується вологим континентальним кліматом з теплим літом. Найтепліший місяць — липень із середньою температурою 15,9 °C. Найхолодніший місяць — січень, із середньою температурою 6,1 °С.
| Клімат повіту Джоне                                | Клімат повіту Джоне | Клімат повіту Джоне | Клімат повіту Джоне | Клімат повіту Джоне | Клімат повіту Джоне | Клімат повіту Джоне | Клімат повіту Джоне | Клімат повіту Джоне | Клімат повіту Джоне | Клімат повіту Джоне | Клімат повіту Джоне | Клімат повіту Джоне | Клімат повіту Джоне |
| Показник                                           | Січ.                | Лют.                | Бер.                | Квіт.               | Трав.               | Черв.               | Лип.                | Серп.               | Вер.                | Жовт.               | Лист.               | Груд.               | Рік                 |
| Середній максимум, °C                              | 3,7                 | 6,3                 | 10,4                | 15                  | 17,9                | 20,7                | 22,8                | 22,5                | 18,4                | 13,6                | 9,7                 | 5,4                 | 13,9                |
| Середня температура, °C                            | −6,1                | −2,5                | 2                   | 6,8                 | 10,4                | 13,6                | 15,9                | 15,3                | 11,7                | 6,4                 | 0,5                 | −4,7                | 5,8                 |
| Середній мінімум, °C                               | −12                 | −9                  | −4                  | 0,5                 | 4,5                 | 8                   | 10,6                | 10,2                | 7,3                 | 1,9                 | −5,3                | −11,5               | 0                   |
| Норма опадів, мм                                   | 4.9                 | 6.1                 | 17.7                | 40.1                | 82.1                | 77                  | 101.8               | 86.2                | 73.3                | 46.7                | 7                   | 2.1                 | 545                 |
| Вологість повітря, %                               | 53                  | 55                  | 58                  | 60                  | 64                  | 69                  | 72                  | 73                  | 75                  | 72                  | 62                  | 54                  | 64                  |
| -------------------------------------------------- | ------------------- | ------------------- | ------------------- | ------------------- | ------------------- | ------------------- | ------------------- | ------------------- | ------------------- | ------------------- | ------------------- | ------------------- | ------------------- |
| Джерело: Дані метеостанції №56082 (КНР, 1991-2020) |                     |                     |                     |                     |                     |                     |                     |                     |                     |                     |                     |                     |                     |